# Ana Juan Gallardo
Ana Isabel Juan Gallardo (1971) es una botánica, taxónoma, e investigadora española, desarrollando actividades académicas y científicas en la Universidad de Alicante.
Es autora en la identificación y nombramiento de nuevas especies para la ciencia, a abril de 2015, de ciento quince nuevos registros de especies, especialmente de la familia Hyacinthaceae, y en especial del género Nicipe (véase más abajo el vínculo a IPNI).
- La abreviatura «Juan» se emplea para indicar a Ana Juan Gallardo como autoridad en la descripción y clasificación científica de los vegetales.[3]